# Cantón de Orleans-La Source
El cantón de Orleans-La Source era una división administrativa francesa, que estaba situada en el departamento de Loiret y la región de Centro-Valle de Loira.

## Composición
El cantón estaba formado por una fracción de la comuna que le daba su nombre:
- Orleans (fracción)

## Supresión del cantón de Orleans-La Source
En aplicación del Decreto n.º 2014-244 de 25 de febrero de 2014, el cantón de Orleans-La Source fue suprimido el 22 de marzo de 2015 y la fracción de la comuna que le daba su nombre se unió con las demás fracciones para que, por medio de una reestructuración cantonal, fueran creados los nuevos cantones de Orleans-1, Orleans-2, Orleans-3, Orleans-4, más una fracción que pasó a formar parte del nuevo cantón de La Ferté-Saint-Aubin.